# Aiko
aiko（アイコ、1975年11月22日 - ）は、日本のシンガーソングライター。
大阪府吹田市出身。所属事務所はbuddy go。レコード会社およびレコードレーベルはポニーキャニオン。公式ファンクラブは「Baby Peenats」。

## 概要
ラジオ番組のDJなどの活動を経て、1998年7月に『あした』でメジャー・デビュー。「カブトムシ」「花火」「桜の時」「ボーイフレンド」「キラキラ」など多数のヒット曲を発表している。
日本国内全てのサブスクリプションサービスにおいて楽曲を配信していないアーティストの一人であったが、2020年2月26日午前0時より、主要サービスにおいて配信を開始した。
2021年12月14日のライブツアー「Love Like Pop Vol.22」最終日に、2020年中に年下の男性と結婚していたことをファンに報告した。aikoの友人が男性と一緒にaikoのライブに参加したことが出会ったきっかけ。男性は長年のaikoのファンであったという。

### 作詞・作曲における表記
歌手としての表記は「aiko」であるが、作詞・作曲の欄は「AIKO」となっている。その理由については、メジャーデビュー前に表記をローマ字にすることは決めていたが大文字か小文字かについては特に決めてはおらず、JASRACに申請する際に大文字で「AIKO」と申請したためである。オムニバス・アルバム『ドーテイオムニバスCD Vol.1』では歌手名および作詞・作曲ともに「AIKO」であるが、『astral box』以降は現在と同様に歌手名が「aiko」で作詞・作曲を「AIKO」としている。

### 公式ファンクラブ
公式ファンクラブ名は「BABY PEENATS」。名称は自身が好きであるスヌーピーからaikoが命名。

## 来歴

### メジャー・デビュー前
1975年11月22日、大阪府吹田市で誕生。小学校高学年の頃からの一時期を家庭の事情で親戚の家で暮らす。この時から歌手を目指すようになる。中学生の頃、父の友人である円広志は、歌手になりたいというaikoに「苦労するから辞めておけ」と反対していた。高校生の頃からピアノを使って作曲を始める。大阪府立東淀川高等学校在学中は生徒会で副会長を務める一方、高校卒業までは友人と共にバンド活動を行っていた。
1995年5月、大阪音楽大学短期大学部在学中に出場したコンテスト「第9回TEENS' MUSIC FESTIVAL」にて、自身で作詞・作曲した曲「アイツをふりむかせる方法」を披露し、グランプリを獲得。
1996年、短大卒業後の4月からfm osaka『COUNTDOWN KANSAI TOP40』のパーソナリティとなり、以降、3つ番組のパーソナリティを務める。8月頃に、短大の卒業制作として友人と共に共同自主制作した『ドーテイオムニバスCD Vol.1』を発売。10月に出場したコンテスト「The 5th MUSIC QUEST JAPAN FINAL」では、椎名林檎らと共に優秀賞を受賞した。
1997年、コンテストに出場していたaikoに目を付けたポニーキャニオンの音楽プロデューサーから連絡が入り、12月20日にインディーズ1stアルバム『astral box』発売。1998年にはインディーズ1stシングル「ハチミツ」、インディーズ2ndアルバム『GIRLIE』を発売。4月、aikoのもとに映画主題歌の話が入り、メジャー・デビューの話が進む。

### メジャー・デビュー後
1998年7月に1stシングル「あした」でメジャー・デビュー。映画『新生 トイレの花子さん』の主題歌に使用されるなど、関西のFMラジオを中心に話題を集める。初となるワンマンライブ『LOVE LIKE POP!』を江坂ブーミンホールにて開催。
1999年、3rdシングル「花火」がヒットし、長期にわたりオリコンチャートにランクイン。「ミュージックステーション」に初出演も果たし、全国区の注目の存在となる。
2000年、2ndアルバム『桜の木の下』が週間オリコンチャートで1位を獲得。累計売上が140万枚を売り上げる大ヒットとなり、日本ゴールドディスク大賞ロック・アルバム・オブ・ザ・イヤーを受賞。同年リリースの「ボーイフレンド」が約50万枚以上を売上、『第51回NHK紅白歌合戦』に初出場を果たす。
2001年、『夏服』が2作連続となるミリオンセラーを記録するなどし、前作に続き日本ゴールドディスク大賞ロック・アルバム・オブ・ザ・イヤーを受賞。7月からはコンサートツアー『LOVE LIKE POP Vol.6』がスタート。しかし、福岡公演の際に喉を痛め、後に声帯結節急性咽頭気管炎と診断され公演の一部は延期したが、完治後追加公演を行い無事ツアーを終了させる。
2003年、aiko本人初出演のCM、グリコ『カフェオーレ』が全国でオンエアされる。九州限定版（宮崎・鹿児島県）と全国版が制作され、CMソングは「蝶々結び」「アンドロメダ」が使われる。8月30日に片瀬海岸西浜海水浴場にて初の野外ゲリラフリー（入場無料）ライブ「Love Like Aloha」を開催。開催直前に携帯サイトと公式サイトのみの告知にもかかわらず2万5千人を動員。10月には青山学院大学にて約4年ぶりとなる学園祭ライブを行った。
2005年、「キラキラ」がテレビドラマ『がんばっていきまっしょい』の主題歌となる。アーティストブック『aiko bon』がソニー・マガジンズより発売。今まで語られることが少なかった、生い立ちやデビューまでの経緯が綴られている。1年に1度行われるオリコンの「音楽ファン2万人が選ぶ好きなアーティストランキング」では翌年2006年と連続で1位を獲得。
2006年、8月23日に7thアルバム『彼女』をリリース。オリコンチャートにて初登場1位を獲得。8月30日には2度目となる野外ゲリラフリーライブ「Love Like Aloha Vol.2」をサザンビーチちがさきにて開催。開演直前に豪雨に見舞われるも無事に完遂し2万5千人を動員。
2007年、初となる両A面、22ndシングル「星のない世界/横顔」をリリース。「横顔」がテレビドラマ『ホタルノヒカリ』の主題歌になる。
2008年、4月2日に8thアルバム『秘密』をリリース。メジャー・デビュー10周年を迎え「aiko 10th Anniversary ちょっと嬉しいHappy Surprise」というキャンペーンを実施。第1弾として過去に発表された全てのアルバムの初回盤の復刻版が発売される。その一環としてアルバム『秘密』を購入し専用サイトにて応募し当選した者だけが参加できるライブハウスツアー『裏Love Like Rock〜60分1本勝負』を開催。通常のライブツアー『Love Like Pop Vol.11』が全国20箇所で行われる。左記のキャンペーンの第4弾として2年ぶり3度目となる野外フリーゲリラライブ『Love Like Aloha Vol.3』をサザンビーチちがさきにて開催。前夜から大雨と強風に見舞われるも無事に完遂。2万8千人を動員。
2009年、両A面・25thシングル「milk/嘆きのキス」が、オリコン週間シングルチャートで自身初となる1位を獲得。デビュー10年以上のアーティストによる同チャート1位初獲得はN.M.L.による「ZERO LANDMINE」以来7年8ヶ月ぶりの記録となった。同年、NHK朝の連続テレビ小説『ウェルかめ』の主題歌として「あの子の夢」を提供。第60回NHK紅白歌合戦ではシングル・アルバム未収録の同曲を披露した（2010年3月31日発売アルバム『BABY』収録）。7月から9月までライブハウスツアー「Love Like Rock Vol.4」を開催。10月からはホールツアー「Love Like Pop Vol.12」を2010年2月まで開催。
2010年、2月3日に1年ぶりに26thシングル「戻れない明日」を発売、3月31日に2年ぶりとなる9thアルバム『BABY』を発売。約1ヵ月後の4月21日には27thシングル「向かいあわせ」を発売。4月24日の横浜アリーナを皮切りに自身初となる全国アリーナツアー「Love Like Pop Vol.13」を開催（全国7か所10公演）。6月には自身初の国立代々木競技場第一体育館公演を含む追加公演「LOVE LIKE POP vol.13 とっても嬉しい追加公演。月夜の晩に彼女は現る」を開催。
2011年2月23日、デビュー13年目にして初のベスト・アルバム『まとめI』・『まとめII』を同時発売。4月より同アルバムを引っ提げて全国ホールツアー「Love Like Pop Vol.14」を開催。仙台公演は東日本大震災の影響で延期になったが、8月に開催された。5月11日に両A面の28thシングル「恋のスーパーボール/ホーム」を発売。8月には完全応募招待制のスペシャルライブ「『カルピスウォーター』presents aiko Special Live」を渋谷と心斎橋のCLUB QUATTROにて開催。10月22日よりライブハウスツアー「Love Like Rock Vol.5」を開催。11月23日に29thシングル「ずっと」を発売。
2012年3月21日、およそ5年半ぶりにミュージック・ビデオ集「ウタウイヌ4」をリリース。5月5日に出演した「ミュージックステーション」で新曲「くちびる」を披露し、同日の夜に放送されたラジオにてオンエアが解禁となった。5月9日より同曲を使用した「伊藤園 2つの働き カテキンジャスミン茶」の放映が開始。6月20日、既発シングル「向かいあわせ」「恋のスーパーボール/ホーム」「ずっと」の4曲と前述の新曲「くちびる」など収録した、2年3カ月ぶりとなる10thアルバム『時のシルエット』を発売。7月からは全国ホールツアー「aiko Live Tour LOVE LIKE POP Vol.15」（全国21か所・31公演）を開催。8月30日に4年ぶりとなる野外ゲリラフリーライブ「Love Like Aloha Vol.4」をサザンビーチちがさきにて開催し、オフィシャルサイトと携帯サイトのみでの告知にもかかわらず、3万1000人を動員。
2013年、前年に行われていたライブツアー「LOVE LIKE POP Vol.15」の追加公演として1月19・20日横浜アリーナを皮切りに、自身初となるさいたまスーパーアリーナ公演を含む全国4都市7公演のアリーナツアー「LOVE LIKE POP Vol.15 add」を開催。7月13日以降、メジャー・デビュー15周年記念として、ファンクラブ限定ツアーを含む4つのツアー（「LOVE LIKE ROCK Vol.0/FC会員限定ライブ」「LOVE LIKE ROCK Vol.6/ライブハウスツアー」「LOVE LIKE POP Vol.16/ホールツアー」「LOVE LIKE POP Vol.16.5/アリーナツアー」）を同時開催。ツアー開幕直後の7月17日には30枚目となる両A面シングル「Loveletter/4月の雨」を発売。9月3日よりロッテ「ガーナミルクチョコレート」のCMソングとして当時未発表であった新曲「君の隣」が使用される。10月4日に行われる予定であったNHKホールでの公演を体調不良の為に延期、出演予定であった生放送の音楽番組への出演を辞退するも、12月4日に行われた振替公演をもってツアーを全て完走。
2014年、1月29日に前年よりテレビCMやライブの一部公演でも披露されていた新曲「君の隣」を発売。5月28日には約2年ぶりとなる11thアルバム『泡のような愛だった』を発売。6月24日、よこすか芸術劇場より同アルバムを引っ提げての全国ホールツアー「LOVE LIKE POP Vol.17」を開催（全国19か所・30公演）。10月31日からは同ツアーの追加公演となるアリーナツアー「LOVE LIKE POP Vol.17.5」を開催（全国3か所、6公演）。ツアー中の11月12日に32ndシングル「あたしの向こう」を発売。同曲はテレビドラマ「素敵な選TAXI」主題歌として使用され、第9話には「歌手のaikoによく間違えられる洋服屋店員」の「沼越宏美」役としてドラマ初出演。
2015年4月29日に33rdシングル「夢見る隙間」を発売。4月18日ZEPP TOKYOを皮切りにライブハウスをまわるツアー『Love Like Rock』としては自身最長、最大規模となる『Love Rike Rock Vol.7』を全国7都市のライブハウスにて25公演を開催。開催中の7月27日、ZEPP TOKYO公演の本編終了直後に3年ぶり5度目となる野外ゲリラフリーライブ『Love Like Aloha Vol.5』を開催することをサプライズ発表。8月30日にサザンビーチちがさきにて開催。10月17日公開の映画『先輩と彼女』の主題歌に新曲「合図」が起用される。12月26日・27日に横浜アリーナ、12月31日には大阪城ホールで『Love Like Pop Vol.18』を開催。12月31日は自身初となるカウントダウンライブとなった。
2016年、5月18日に2年ぶりとなる12thアルバム『May Dream』を発売。5月21日の市川市文化会館を皮切りに『Love Like Pop Vol.19』を開催。全34公演。
2017年、4月27日のZepp Tokyoを皮切りに『Love Like Rock Vol.8』を開催。全国9箇所31公演。
2018年、6月6日に2年ぶりとなる13thアルバム『湿った夏の始まり』を発売。6月8日の川崎市スポーツ・文化総合センター（カルッツ川崎）を皮切りに、前述の最初アルバムを引っ提げて『Love Like Pop Vol.20』を開催。27会場45公演は過去最大規模。8月9日、3年ぶり6度目となる野外フリーライブ『Love Like Aloha Vol.6』の開催を公式サイトにて発表。8月30日にサザンビーチちがさきにて開催。3万7千人が集まったと言われている。
2019年、FM802のACCESSキャンペーンテーマソングとして「メロンソーダ」を楽曲提供。同曲は、TSUTAYAにて期間限定でレンタルされた。6月5日、8年ぶりのベスト・アルバム『aikoの詩。』をリリース。本作発売当時までの両A面含むシングル表題曲42曲と厳選したC/W曲14曲の合計56曲をCD4枚組に纏めている。8月29日・30日の2日間にわたり『立川談春 35周年記念公演 玉響～tamayura～』出演。10月5日、Zepp Tokyoを皮切りに『Love Like Rock Vol.9』を開催。同時期にデビュー以来の音楽プロデューサーが諸事情にて離れたため、以降の活動は実質セルフプロデュースとなる。
2020年、2月26日に編曲家としてトオミヨウを迎えた表題曲を含む39thシングル「青空」を発売。同時に主要定額制音楽配信サービス（サブスクリプション）にて全楽曲の配信を解禁。3月18日発売の東京スカパラダイスオーケストラのベスト・アルバム『TOKYO SKA TREASURES 〜ベスト・オブ・東京スカパラダイスオーケストラ〜』に収録の新曲「Good Morning～ブルー・デイジー feat. aiko」にゲストボーカルとして参加。本人以外による作詞・作曲楽曲をリリースするのはデビュー曲以来となる。前述の新曲「青空」と併せてスカパラとも音楽番組で共演を果たす。新型コロナウイルス感染拡大の影響で、3月7日・8日のZepp Tokyo公演を延期。振替日程は2021年12月。代替措置として延期となった公演当日に自身初となる無観客の生配信ライブ『Love Like Rock vol.9〜別枠ちゃん〜』をaiko Official YouTube Channel「aiko Official」にて無料配信。リアルタイム視聴で13万人が視聴。8月30日にはオンラインイベント『Love Like Aloha Memories 砂浜に持って行かれた足』をaiko official YouTube Channel「aiko Official」にてプレミア公開。内容は一部未発表映像を含む過去の『Love Like Aloha』からの抜粋映像で再構成したライブ映像で、エンディングには本人がサプライズ出演し、後述のオンラインライブ開催を発表。本来であれば2020年後半より全国ツアーを予定していたが、新型コロナウィルスの感染拡大状況を鑑み、未発表のまま延期という措置を取り、有料開催では初となる無観客の事前収録オンラインライブ「Love Like Rock 〜別枠ちゃんvol.2〜」を10月17日に開催する。通常のライブツアーと同様にグッズの販売や、配信チケット購入者には、紙のチケットやアンケート用紙に加え、特効で使用する銀テープなどが特典で送付された。オンラインライブ4日後、10月21日に40thシングル「ハニーメモリー」を発売。
2021年、3月3日に2年9ヶ月ぶりとなるアルバム14thアルバム『どうしたって伝えられないから』を発売。5月14日より同アルバムを引っ提げての全国ツアー「Love Like Pop Vol.22」を開催予定であったが、緊急事態宣言の延長に従うイベント開催ガイドラインの遵守および新型コロナウイルス感染拡大の状況を鑑み、ツアー初日を含め5公演を延期し6月8日の東京ガーデンシアター公演よりツアー開始。新型コロナウイルスの感染状況および自治体のガイドラインに従い、8月19日・31日・9月1日・7日に予定されていた関東での4公演（うち9月7日の八王子公演は本来5月14日の初日公演であったが再延期となる）を延期しながらも、12月14日に完遂。2020年より延期となっていた「Love Like Rock Vol.9」の最終日2日間の振替公演を12月1日・2日・6日・7日・22日と5日間に渡りZepp Tokyoにて開催。イベント開催制限のためスタンディングではなく全席指定にて行われたが、こちらも無事に開催された。2022年1月1日をもってZepp Tokyoが閉館するため、自身にとって最後の同館での公演となり、同館での公演は61公演を数え、歴代2位の公演数となった（1位はHyde）。
2022年12月27日、インテックス大阪で開催された『FM802 ROCK FESTIVAL RADIO CRAZY 2022』に初出演。これがaikoにとって初めてのフェス出演となる。「メロンソーダ」を歌唱した際には谷口鮪（KANA-BOON）、はっとり（マカロニえんぴつ）、藤原聡（Official髭男dism）がゲストヴォーカルとしてサプライズ出演、藤原はこの1曲のみ出演した。
2023年5月24日から9月28日まで、全国19箇所30公演に及ぶ全国ツアー『aiko Live Tour Love Like Pop vol.23』を開催。
デビュー25周年を記念した初のポップアップショップ「aiko 25th anniversary exhibition」を東京・渋谷と大阪・梅田で開催。（タワーレコード渋谷店と梅田NU茶屋町店は2023年7月17日から7月24日まで、SHIBUYA TSUTAYAは2023年7月18日から7月24日まで開催）7月17日にオリジナル・アルバムのアナログレコード化 第一弾として、1stアルバム『小さな丸い好日』から4thアルバム『秋 そばにいるよ』の4作品、8月30日にはアナログレコード化の第2弾として、5thアルバム『暁のラブレター』から8thアルバム『秘密』までの4作品を、生産限定アナログレコード（180g重量盤）として同時発売。11月3日にはベストアルバム『まとめI・まとめII』（2011年2月23日発売）の初回盤特典ディスクに収録されていた「ラジオ」を単体で配信リリース。
2024年1月27日、約5年ぶりとなるアリーナツアー「aiko Live Tour『Love Like Pop vol.24』」を大阪城ホールより開始。
同年8月16日、16枚目のオリジナル・アルバム『残心残暑』を発売。また同月30日には、コロナ禍を経て約6年ぶりとなるフリーライブ『Love Like Aloha Vol.7』をサザンビーチちがさきで開催。また、この模様を収めたライブ映像を同年11月22日よりNetflixで独占配信した。12月25日には、同年8月に発売した16枚目のオリジナル・アルバム『残心残暑』を生産限定盤として180g重量盤アナログ・レコードで発売した。
2025年1月17日、日本テレビ系 土ドラ10『アンサンブル』主題歌「シネマ」を配信リリース。また7月17日にデビュー27周年を迎えたのを機にオフィシャルTikTokアカウントを開設。

## 人物

### 影響
影響を受けたアーティストはKAN、シュガー・ベイブ、松任谷由実、DREAMS COME TRUE、Carole King、Jackson 5、Billy Joel、Stevie Wonderほか。
サザンオールスターズのファンでもあり、サザンビーチちがさきで不定期に行われる無料ライブ『Love Like Aloha』ではサザンや桑田佳祐のソロの楽曲をカバーしている。桑田はaikoのことを「素晴らしい子です」と称える発言をしており、2013年に開催された『Act Against AIDS 2013 昭和八十八年度! 第二回ひとり紅白歌合戦』では「カブトムシ」をカバーしている。

### 音楽性
ジャズから摂取したコード進行を多用する傾向があり、菊地成孔によれば作曲においてブルー・ノート・スケールが基本となっており、曰く「ある意味ブルース・シンガーとも呼べる」。
メディアでは恋愛論やファッションについて取り上げられることが多く、たまに音楽的に取り上げられても歌詞の内容ばかりになりがちだが、メロディやコードにおいても非凡な面が見受けられる。
ライブツアー「Love Like Pop」シリーズでは、毎回「客席からいくつかのキーワードを集めてそれを全部使用する」というルールで即興ソングを歌い、メロディメイカーとしての多彩さを披露していた。2020年のコロナ禍においては岡村隆史（ナインティナイン）からのリクエストに応える形で「ホワイトピーチ」という楽曲を即興で制作。自身のTwitterアカウントにて発表し、そのセンスの健在ぶりを遺憾なく発揮した。
洋楽・邦楽の様々なジャンルの曲を吸収しており、プロデューサー曰く「作る時期によって曲のジャンルが違う」。
音楽理論を熟知している人間からすると、aikoの楽曲は編曲やコーラスといった肉付け作業の前の作曲段階でコード進行などが異質に感じられる。「わざと変なコード進行やメロディにしている」と言われることが多く、スタッフにも試聴段階で必ずと言っていいほど「コードにメロディがぶつかっているから違和感があって気持ち悪い」と言われるが、自身では全く変だとは思っていない。そうなったきっかけは音大時代に音楽にたくさんの決まりごとがあることに驚いたこと。子供の頃から歌っている曲はもっと自由に聴こえていたのだから自分は好きなものを好きなように作ろうと心に決め、プロデューサーからも下手に専門用語を覚えずに頭の中で鳴っている音をそのまま伝えるように言われているので、コード論などの論理思考から解放された作曲法を貫いている。またどんなに原型がいびつだとしても、最後は必ずポップソングに仕上る。

### 楽曲制作
“詞先”の作家であり、曲作りは作詞から始める。伝えたい言葉を書いた後にメロディを作って歌詞をはめていくが、言葉がメロディラインに収まりきらずにはみ出すことも多々ある。歌詞を書いている段階で頭の中でなんとなく譜割りやリズムのようなものができるので、それを頭の中に思い浮かべながら書いていると、自然とAメロ、Bメロ、サビという感じで歌詞ができ上がって行く。最も大事なのは節回しで、歌詞の抑揚がそのまま感情表現となってメロディに昇華されていく。
作曲は作詞後に電子ピアノで行う。ピアノの前に座り、目を閉じたまま適当に押した音から曲作りを始める。作曲数が増えてくると曲も似たものになりがちだが、そうすることで癖が出るのを防いでいる。曲の原型が出来上がると長年の付き合いのプロデューサーに聴いてもらい、言葉のニュアンスでサウンドやアレンジの方向性を伝える。それを聞いたプロデューサーが具体的なディテールを編曲家に伝え、その後で3者でのやりとりを何度も重ねて曲を仕上げる。その際、自身がピアノで作っているため、鍵盤についてだけは必ず具体的なオーダーを出す。
ボーカル・テイクは、レコーディングで本人が自由に歌った中からプロデューサーが選ぶという形である。同じ曲でも歌うたびにメロディが少しずつ変わったりするので、自身でセレクトするとキチンと歌い過ぎているテイクを使ってしまったり、せっかく感情によって抑揚が付いているものをピッチが狂っているととらえてボツにしてしまったりするので、プロデューサーに任せている。

### ファン層
2005年にオリコンが行った「好きなアーティストランキング」では総合1位を獲得。世代別では10代女性が2位・10代男性が4位、20代女性が1位・20代男性が3位、30代総合は3位、40代総合では14位など全世代を通して認知はあり、特に10代、20代女性からの人気が高い。翌2006年も総合1位を獲得、2007年は4位、2008年は3位、2009年は7位、2010年は5位となっている。

### 趣味・嗜好
好きなスポーツは水泳とバレーボールで、水泳は幼少期からピアノとともに習っていた。一方、バレーボールは一時期ではあったが、部活動に所属していたという。絵を描くことも得意であり、ライブツアーのグッズや「桜の時」や「DECADE」などのジャケット等も自身の絵を使用している。漫画が好きで、雑誌やライブツアーのパンフレットにおいて自身の愛著を紹介しているほか、パンフレットでは漫画家による描き下ろし作品を掲載している。小学生時代にクリスマスプレゼントとして、ラジカセを貰って以来、大のラジオリスナーでもある。

### 食べ物
- 好きなもの：梅干、辛子明太子、山芋
- 嫌いなもの：筍、茄子、みたらし団子

### 交友関係
- 優香 - 元々aikoの大ファンで、aikoが『笑っていいとも!』のコーナー「テレフォンショッキング」に出演した際は優香を紹介した。
- KAN - aikoが最も影響されたとされる人物。2004年に「Act Against AIDS Live in Osaka」で「カブトムシ」を共に熱唱。KANのラジオ番組、ライブへのゲスト出演もしている。KANの追悼企画として結成されたユニット「KAN with His Friends」にも参加[49]。
- 桑田佳祐（サザンオールスターズ） - 『ミュージックステーション』（テレビ朝日）などで度々共演したほか、双方が楽曲をカバーしたり才能を認める発言を行う関係である[32][33][35]。2014年に『別冊カドカワ』（角川書店）でaikoの特集が組まれた際には桑田が特別寄稿を行った[50]。
- 椎名林檎 - 前述の通り、aikoとはメジャー・デビュー前からの付き合いである。
- ポルノグラフィティ - 彼らが地元を出て大阪で活動していた頃から知っており、ラジオ番組で共演したことをきっかけに仲が良くなる。後に「じゃけん4兄妹」を結成。以降のアルバムのスペシャルサンクス欄には必ずポルノ側には「aiko」、aiko側には「porno graffitti」と、記載されている。
- ヒロ寺平 - デビュー前から付き合い[51]。CD発売時には毎回彼のラジオ番組に出演していた。
- 有野晋哉 - aikoがファンで、高校時代に追っかけをしていた[52]。
- 新星堂ルミネ町田店、新星堂町田東急ツインズ店
  - aikoファンの聖地の一つ。aiko専用コーナーである愛子堂（aiko本人による命名[53]）が存在した。J-POP等の他ジャンルに混じって「aiko」ジャンルが常設されていた。
  - 町田の新星堂は、2013年7月31日までルミネ町田店にあったが閉店し[54]、2013年8月6日に町田東急ツインズに移転した[53]。その後、2014年7月30日に町田東急ツインズ店も閉店となった[54]。
  - 新星堂の店員の中から愛子堂担当が代々選ばれていた。
  - メジャー・デビュー後の全てのシングル、アルバム、DVDが入手できた[53]。
  - aikoに直接届けられるメッセージ・ボックスが置いてあり、店員がaikoに届けてくれた[53]。投稿されたメッセージをaikoが読んでいるところを、オフィシャルサイト内のaiko's diaryの写真で公表したことがある。
  - aikoのインディーズ時代の音源を視聴可能な、数少ない場所でもあった。
  - 東急ツインズ店への移転後は更にコーナーの規模が大きくなっていた[53]。また、移設オープンを祝うaiko本人直筆のサインが飾られていた。

## ワンマンライブ
ライブイベントやコンサートツアーには大きく分けて3つのタイプがある。まずメジャーデビュー以降、主にアルバムを発表した後に行っている「Love Like Pop」と題したツアー。当初はライブハウスでの開催がメインだったものの、ブレイク以降はホールクラスの会場でライブを開催することが多くなった。日本武道館、大阪城ホール、横浜アリーナ等のアリーナクラスの大規模な会場で「追加公演」を行うこともある。追加公演とはいえいわゆる会場を追加しただけのものではなく、セットリストや舞台演出は本公演から広い会場に合わせて大幅に変わることが多い。次に2002年より全国のライブハウス会場を回る「Love Like Rock」。選曲から構成、衣装まで、タイトル通りロックな雰囲気が特徴で、トップアーティストになっても攻めの姿勢を緩めず、ファンへのサービス精神と初心を忘れないためのもの。3つ目は不定期に開催される入場無料の野外ワンマンライブ「Love Like Aloha」。開催の1週間ほど前に突然告知されるサプライズ性の高いイベントにもかかわらず毎回約2 
- 3万人を動員し、ファンの間では数年に一度やって来る夏の終わりのお祭りとなっている。 2003年8月30日に神奈川県藤沢市の江ノ島・片瀬海岸西浜海水浴場で初めて開催され（Vol.1）、2006年、2008年、2012年、2015、2018年、2024年の同日に神奈川県茅ヶ崎市のサザンビーチちがさきで実施された（Vol.2〜Vol.7）。それら以外にも、ファンクラブ会員限定ライブ「BABY PEENATS Meeting」なども開催している。
ライブパフォーマンスには定評があり、人気があるものの比較的限定された公演数のみしか行わないため、毎回プラチナチケットとなっている。ライブでの演奏曲数は20曲程度ながらもMCが長く、公演時間が3時間を超えることも珍しくない。公演会場がZeppクラス、ホールクラスなど短いながらも花道を設置したり、自身の意向が色こく反映されたアンケート用紙、趣向を凝らしたツアーグッズなど、トップアーティストらしからぬ手作り感に溢れたライブ製作も特徴の一つである。またMC中の観客との絶妙なやり取りや、歌番組でも稀に披露され他のアーティストにも模倣されるようになった「男子!女子!そうでない人!」などの独特なコールアンドレスポンスのほか、観客からお題を集めその場で即興の弾き語り曲を演奏するのも一種の名物になっていたが、「Love Like Pop Vol.20」の初日（2018年6月8日）を最後に、お題を集めての即興弾き語りは演奏しなくなった。他には活動期間や公演規模が同程度アーティストに比べてチケット料金が比較的低価格に抑えられているのも特徴である。
セットリストは自身がその時歌いたい曲で構成をされており、アルバムを引っ提げたツアーでもアルバム収録曲が全曲披露されないことも多く、「Love Like Pop Vol.14」の頃からは2日間開催の両日がほぼ別内容であったり、ツアー期間が長い場合は前半と後半でまた内容が変わる、季節により演奏曲を入れ替えるなど、バラエティに富んだ構成になっている（1つのツアーでセットリストが大まかではあるが４種類になることもある）が、演奏曲の緩急の配置などの基本的なフォーマットは長年変えていない。近年では通常予定されているアンコールで終わらず、ダブルアンコール、トリプルアンコールなどで急遽予定にない楽曲を披露することも増えている。「Love Like Pop Vol.18」の最終日となった2015年12月31日の大阪城ホール公演ではカウントダウンをしたのちに、ダブルアンコールを行いエンドロールが流れた後に急遽8曲を追加で演奏し計33曲を披露、公演時間が4時間半を超えた。

## サポートメンバー
| キーボード - 佐藤達哉（1999年 - ） - 伊澤一葉（2017年 - ） - 島田昌典（2022年 - ） ギター - 秋山浩徳（2000年 – 2014年） - 石崎光（2000年 – 2003年、2016年） - 弥吉淳二（2005年 – 2016年） - 芳賀義彦（2015年 - ） - 浜口高知（2015年 - ） - 設楽博臣（2017年 - ） ベース - 須長和広（2005年 - ） - 須藤優（2013年 - ） - 堀尾淳（2003年 – 2004年） ドラムス - 佐野康夫（2010年 – ） - 河村吉宏（2009年 – 2010年） - 野崎真助（2004年 – 2008年） - 神谷洵平 - 舛岡圭司（1998年 – 2000年） | トランペット - 小林太（BIG HORNS BEE） - 斎藤幹雄 - KOO（黄啓傑、BLACK BOTTOM BRASS BAND） - 下神竜哉（元BIG HORNS BEE） サックス - 庵原良司 - 山本公樹 - IGGY（梅口敦史、BLACK BOTTOM BRASS BAND） - 竹野昌邦 トロンボーン - 霜田裕司（元KEMURI） - 川原聖仁 - 鹿討奏 - YASSY（大嶋康司、BLACK BOTTOM BRASS BAND） - 小坂"SASUKE"武巳 |

## ディスコグラフィ

### スタジオ・アルバム
1. （1999年）小さな丸い好日
2. （2000年）桜の木の下
3. （2001年）夏服
4. （2002年）秋 そばにいるよ
5. （2003年）暁のラブレター
6. （2005年）夢の中のまっすぐな道
7. （2006年）彼女
8. （2008年）秘密
9. （2010年）BABY
10. （2012年）時のシルエット
11. （2014年）泡のような愛だった
12. （2016年）May Dream
13. （2018年）湿った夏の始まり
14. （2021年）どうしたって伝えられないから
15. （2023年）今の二人をお互いが見てる
16. （2024年）残心残暑

### ベスト・アルバム
1. （2011年）まとめⅠ
2. （2011年）まとめⅡ
3. （2019年）aikoの詩。

## タイアップ一覧
| 使用年 | 曲名               | タイアップ |
| ------ | ------------------ | --- |
| 1998年 | あした             | 東映系映画『新生トイレの花子さん』主題歌                                                                                   |
| 1998年 | あした             | よみうりテレビ・日本テレビ系『新橋ミュージックホール』エンディングテーマ                                                   |
| 1999年 | ナキ・ムシ         | 毎日放送『おかえりワイド』エンディングテーマ                                                                               |
| 1999年 | ナキ・ムシ         | 山口朝日放送『レッツゴーワイルド』エンディングテーマ                                                                       |
| 1999年 | オレンジな満月     | テレビ朝日系『ウィークエンドライブ 週刊地球TV』オープニングテーマ                                                          |
| 1999年 | ジェット           | 「ヒューマンアカデミー」TV-CMソング                                                                                        |
| 1999年 | 私生活             | フジテレビ系オムニバスドラマ『らぶ・ちゃっと』エンディングテーマ                                                           |
| 1999年 | 花火               | サークルK「冷やし中華/ひんやり夏ラーメン」CMソング                                                                         |
| 1999年 | 花火               | テレビ朝日系『激マジ!!〜ティーンのホンネ〜』エンディングテーマ                                                             |
| 1999年 | カブトムシ         | TBS系『COUNT DOWN TV』1999年12月度エンディングテーマ                                                                       |
| 1999年 | カブトムシ         | フジテレビ系『ジョビれば?』エンディングテーマ                                                                              |
| 1999年 | 桃色               | 毎日放送『水野真紀の魔法のレストラン』エンディングテーマ                                                                   |
| 2000年 | 桃色               | NTTドコモ「DoCoMo502i」CMソング                                                                                            |
| 2000年 | ナキ・ムシ         | ロッテ「シナモンガム」CMソング                                                                                             |
| 2000年 | 桜の時             | カルピス「カルピスウォーター」CMソング                                                                                     |
| 2000年 | お薬               | フジテレビ系『晴れたらイイねッ!』オープニングテーマ                                                                        |
| 2000年 | 赤い靴             | テレビ朝日系『速報!スポーツCUBE』テーマソング                                                                              |
| 2001年 | おやすみなさい     | フジテレビ系火9ドラマ『さよなら、小津先生』主題歌                                                                          |
| 2001年 | be master of life  | 江崎グリコ「3C」CMソング                                                                                                   |
| 2002年 | あなたと握手       | 森永乳業「ラクトフェリンヨーグルト」CMソング                                                                               |
| 2002年 | それだけ           | テレビ朝日系木曜ミステリー『科捜研の女（第4シリーズ）』主題歌                                                              |
| 2003年 | 蝶々結び           | グリコ乳業「カフェオーレ」鹿児島/宮崎地区限定TVCMソング                                                                    |
| 2003年 | アンドロメダ       | グリコ乳業「カフェオーレ」CMソング                                                                                         |
| 2003年 | どろぼう           | よみうりテレビ系アニメ『まっすぐにいこう。』オープニングテーマ                                                             |
| 2003年 | 花火               | よみうりテレビ系アニメ『まっすぐにいこう。』第1期エンディングテーマ                                                        |
| 2004年 | れんげ畑           | よみうりテレビ系アニメ『まっすぐにいこう。』第2期エンディングテーマ                                                        |
| 2004年 | 花風               | 日本テレビ系『1球の緊張感 THE LIVE2004』イメージソング                                                                     |
| 2004年 | 洗面所             | ゲームボーイアドバンス用ソフト「ファイアーエムブレム 聖魔の光石」CMソング                                                  |
| 2005年 | 青い光             | 花王「ハミング1/3」CMソング                                                                                                |
| 2005年 | キラキラ           | 関西テレビ・フジテレビ系ドラマ『がんばっていきまっしょい』主題歌                                                           |
| 2005年 | キラキラ           | トヨタ「ポルテ」CMソング                                                                                                   |
| 2005年 | 瞳                 | 花王「ハミング」CMソング                                                                                                   |
| 2005年 | スター             | 東宝配給アニメ映画『あらしのよるに』主題歌                                                                                 |
| 2006年 | 雲は白リンゴは赤   | エムティーアイ「music.jp」CMソング                                                                                         |
| 2006年 | キスする前に       | NTT DoCoMo「aiko-だから私はドコモです」篇CMソング                                                                          |
| 2007年 | 雲は白リンゴは赤   | スバル「ステラ・R2」CMソング                                                                                               |
| 2007年 | シアワセ           | エムティーアイ「music.jp」CMソング                                                                                         |
| 2007年 | リップ             | NTT DoCoMo関西「家族いっしょ割」TVCMソング                                                                                 |
| 2007年 | 横顔               | 日本テレビ系水曜ドラマ『ホタルノヒカリ』主題歌                                                                             |
| 2007年 | 横顔               | エムティーアイ「music.jp」CMソング                                                                                         |
| 2007年 | 星のない世界       | ニンテンドーDSソフト「FINAL FANTASY CRYSTAL CHRONICLES Ring of Fates」イメージソング                                       |
| 2008年 | 二人               | エムティーアイ「music.jp」CMソング                                                                                         |
| 2008年 | シアワセ           | テレビ朝日系ミニドラマ『家族レッスン』主題歌                                                                               |
| 2008年 | KissHug            | 東宝配給映画『花より男子F』挿入歌                                                                                          |
| 2008年 | KissHug            | 岩手めんこいテレビ『Break Point!』2008年8月度エンディングテーマ                                                            |
| 2008年 | 線香花火           | 日本テレビ系『THE・サンデー』2008年8・9月エンディングテーマ                                                                |
| 2009年 | milk               | ブリヂストンサイクル「アルベルト」CMソング                                                                                 |
| 2009年 | 嘆きのキス         | ニンテンドーDS/Wii対応ゲームソフト「ファイナルファンタジー・クリスタルクロニクル エコーズ・オブ・タイム」イメージソング    |
| 2009年 | あの子の夢         | NHK連続テレビ小説『ウェルかめ』主題歌                                                                                      |
| 2009年 | 夏が帰る           | ブリヂストンサイクル「アルベルト」CMソング                                                                                 |
| 2010年 | 戻れない明日       | 日本テレビ系水曜ドラマ『曲げられない女』主題歌                                                                             |
| 2010年 | 向かいあわせ       | 東宝配給映画『ダーリンは外国人』主題歌                                                                                     |
| 2010年 | 向かいあわせ       | エムティーアイ「music.jp」CMソング                                                                                         |
| 2011年 | ボーイフレンド     | ブリヂストンサイクル「アルベルト」CMソング                                                                                 |
| 2011年 | 恋のスーパーボール | カルピス「カルピスウォーター」CMソング                                                                                     |
| 2011年 | ホーム             | 東宝配給映画『阪急電車 片道15分の奇跡』主題歌                                                                              |
| 2011年 | ホーム             | エムティーアイ「music.jp」CMソング                                                                                         |
| 2011年 | ずっと             | フジテレビ系木曜劇場『蜜の味〜A Taste Of Honey〜』主題歌                                                                   |
| 2012年 | くちびる           | 伊藤園「2つの働き カテキンジャスミン茶」CMソング                                                                           |
| 2012年 | くちびる           | 日本テレビ系『スッキリ!!』2012年6月度エンディングテーマ                                                                    |
| 2013年 | 4月の雨            | シード「シード ワンデーピュアうるおいプラス」CMソング                                                                      |
| 2013年 | 君の隣             | ロッテ「ガーナミルクチョコレート」CMソング                                                                                 |
| 2014年 | 二人               | ホーユー「ビューティラボ ホイップヘアカラー」CMソング                                                                      |
| 2014年 | あたしの向こう     | 関西テレビ・フジテレビ系ドラマ『素敵な選TAXI』主題歌                                                                       |
| 2015年 | 未来を拾いに       | ホーユー「ビューティラボ ホイップヘアカラー」CMソング                                                                      |
| 2015年 | 合図               | 東映配給映画『先輩と彼女』主題歌                                                                                           |
| 2015年 | プラマイ           | NHK BSプレミアム プレミアムよるドラマ『仮カレ♡』主題歌                                                                     |
| 2016年 | もっと             | TBS系火曜ドラマ『ダメな私に恋してください』主題歌                                                                          |
| 2016年 | 信号               | SEIKO「セイコー ルキア」CMソング                                                                                           |
| 2016年 | 恋をしたのは       | 松竹配給アニメ映画『聲の形』主題歌                                                                                         |
| 2018年 | ストロー           | TBS系『王様のブランチ』テーマソング                                                                                        |
| 2019年 | 愛した日           | テレビ朝日系金曜ナイトドラマ『私のおじさん〜WATAOJI〜』主題歌                                                              |
| 2020年 | 青空               | メルカリ「誕生たのメル便」篇CMソング                                                                                       |
| 2021年 | 食べた愛           | カルビー「ポテトチップス うすしお味」（「畑から、愛をこめて。」編）/「じゃがいもチップス」（「素材のおいしさ」編）CMソング |
| 2021年 | あたしたち         | NHK総合よるドラ『古見さんは、コミュ症です。』主題歌                                                                        |
| 2022年 | 夏恋のライフ       | カルビー「ポテトチップス うすしお味」「じゃがいもチップス」CMソング                                                        |
| 2022年 | 果てしない二人     | 映画『もっと超越した所へ。』主題歌                                                                                         |
| 2023年 | あかときリロード   | フジテレビ系木曜劇場『忍者に結婚は難しい』主題歌                                                                           |
| 2023年 | いつ逢えたら       | テレビ東京系アニメ『君は放課後インソムニア』主題歌（オープニングテーマ）                                                   |
| 2024年 | 相思相愛           | 東宝配給アニメ映画『名探偵コナン 100万ドルの五稜星』主題歌                                                                 |
| 2025年 | skirt              | サイバーエージェント × CygamesPictures 共同企画テレビアニメ『アポカリプスホテル』オープニングテーマ                        |
| 2025年 | カプセル           | サイバーエージェント × CygamesPictures 共同企画テレビアニメ『アポカリプスホテル』エンディングテーマ                        |
| 2025年 | シネマ             | 日本テレビ系土ドラ10『アンサンブル』主題歌                                                                                 |

## 出演

### テレビ番組
- NHK紅白歌合戦

| 年度   | 放送回 | 回 | 曲目               | 備考                        |
| ------ | ------ | -- | ------------------ | --------------------------- |
| 2000年 | 第51回 | 1  | ボーイフレンド     |                             |
| 2003年 | 第54回 | 2  | えりあし           |                             |
| 2004年 | 第55回 | 3  | 花風               |                             |
| 2005年 | 第56回 | 4  | スター             |                             |
| 2006年 | 第57回 | 5  | 瞳                 |                             |
| 2007年 | 第58回 | 6  | シアワセ           |                             |
| 2008年 | 第59回 | 7  | KissHug            |                             |
| 2009年 | 第60回 | 8  | あの子の夢         | 後半紅組トップバッター      |
| 2010年 | 第61回 | 9  | 向かいあわせ       | 後半紅組トップバッター（2） |
| 2011年 | 第62回 | 10 | 恋のスーパーボール |                             |
| 2012年 | 第63回 | 11 | くちびる           |                             |
| 2013年 | 第64回 | 12 | Loveletter         |                             |
| 2018年 | 第69回 | 13 | カブトムシ         |                             |
| 2019年 | 第70回 | 14 | 花火               |                             |
| 2024年 | 第75回 | 15 | 相思相愛           | 前半紅組トリ                |

- V.I.P.（スペースシャワーTV）※日付は初回放送日
  - V.I.P. －aiko－スペシャのやる気スイッチ見つけてよ！！『aikoの詩。』SPECIAL（2019年5月26日）[115]
  - V.I.P. －aiko－（2021年2月27日）[116]
  - V.I.P －aiko－（2023年3月26日）[117]
  - V.I.P. －aiko－〜迷探偵アイコナン パーティーで謎事件解決!?スペシャル〜（2024年9月26日）[118]
- aikoはじめてのロックフェス「FM802 ROCK FESTIVAL RADIO CRAZY 2022」（2023年3月7日、スペースシャワーTV）[119]

### テレビドラマ
- 素敵な選TAXI 第9話（関西テレビ、2014年12月9日） - 沼越宏美 役[120][121]

### ラジオ番組
- MBSヤングタウン MUSIC MAX（1997年10月 - 1999年9月28日）
- COUNTDOWN KANSAI TOP40（1996年4月 - 2001年12月29日）
- aikoの@llnightnippon.com（1999年11月17日 - 2003年3月26日）[注 6]
- アーティスト・プロデュース・スーパー・エディション（2002年9月・2005年3月・2019年6月・2024年9月）
- SCHOOL OF LOCK!（2023年3月2日、9日、16日）[注 7]

### CM
- グリコ乳業「カフェオーレ」（2003年）[122]
- NTTドコモ「aiko-だから私はドコモです」篇（2006年）
- カルビー ポテトチップス うすしお味「畑から、愛を込めて。」編（2021年）[123]

## 受賞歴
- 第9回 TEENS' MUSIC FESTIVAL 全国大会 ティーンズ大賞・文部大臣奨励賞受賞（1995年、ヤマハ音楽振興会主催）
- 第5回 ミュージック・クエスト 日本大会 優秀賞受賞（1996年、ヤマハ音楽振興会主催）
- 第18回 咲くやこの花賞 音楽部門（2000年度、大阪市主催）
- 卒煙表彰（2002年、タバコ問題首都圏協議会主催）
- 日本ゴールドディスク大賞 - THE JAPAN GOLD DISC AWARD （日本レコード協会主催）
- 第15回 ロック・アルバム・オブ・ザ・イヤー受賞 - 『桜の木の下』（2001年）
- 第16回 ロック・アルバム・オブ・ザ・イヤー受賞 - 『夏服』（2002年）
- 第18回 ロック&ポップ・アルバム・オブ・ザ・イヤー受賞 - 『暁のラブレター』（2004年）
- 好きなアーティストランキング1位（2005年、2006年、オリコン）
- MTV Video Music Awards Japan 最優秀アルバム賞 受賞 - 『今の二人をお互いが見てる』（2023年）
- MTV Video Music Awards Japan 最優秀ソロアーティストビデオ賞 受賞 - 『果てしない二人』（2023年）